# Gerhard Jackisch
Gerhard Jackisch (...) è un astronomo tedesco.
Ha curato una raccolta delle lettere scientifiche di Johann Heinrich Lambert.
Il Minor Planet Center gli accredita la scoperta dell'asteroide 3815 König effettuata il 15 aprile 1959 in collaborazione con Arthur König e Wolfgang Wenzel.